# Каццати, Маурицио
Маурицио Каццати (итал. Maurizio Cazzati; род. март 1616, Луццара — 28 сентября 1678, Мантуя) — итальянский композитор, основатель Болонской школы музыки. 

## Биография
В 1641 г. рукоположён в священники и в дальнейшем руководил хорами в соборах Мантуи, Боццоло, Феррары и Бергамо. Репутация Каццати у современников была настолько высока, что в 1657 году он был приглашен на должность руководителя Капеллы Сан-Петронио в Болонье, хотя сам и не добивался этого поста, одного из самых престижных в музыкальной Италии. Сразу после своего вступления в должность он инициировал радикальные перемены в работе капеллы, которые были враждебно восприняты музыкантами — в частности, Каццати оказалася втянут в столкновение с органистом Джулио Чезаре Аррести, обвинявшим его в ошибках, допущенных в сочинённой Каццати мессе. В конце концов в 1671 году Каццати вышел в отставку и вернулся в Мантую, где до конца жизни служил капельмейстером при дворе герцогини Изабеллы Гонзага.
Каццати издал 66 нумерованных сочинений, преимущественно вокальных, однако наибольший интерес представляет его инструментальная музыка. Соч. 35 содержит первые известные образцы сонаты для натуральной трубы.

## Произведения
Инструментальные и вокальные соч.
- Op.1; Salmi e messa… (Венеция, 1641)
- Op.2; «Canzoni a tre, doi violini e violone, col suo basso continuo» (Венеция, 1642)
- Op.5; Motteti 1647
- Op.8; Il secondo libro delle sonate, 14 brani a 1, 2, 3, 4, 6 strumenti e b.c. (Венеция, 1648)
- Op.10; Motetti a due voci… (Венеция, 1648)
- Op.15; Mehrstimmige Sonaten Correnti e balletti alla francese e all’itagliana (Венеция, 1654)
- Op.18; 12 Triosonaten und 1 Capriccio für 2 Violinen und B.C. (Болонья, 1659)
- Op.22; Trattenimenti per camera (Abendliche Unterhaltungsmusik) (Болонья, 1660)
- Op.30; Correnti e Balletti per sonare… (Болонья, 1668)
- Op.31; Messa e salmi per li defonti a cinque voci (Болонья, 1663)
- Op.35; Sonata a due, tre, quattro e cinque con alcune per Tromba, (Болонья, 1665)
- Op.49; Diport spirituali per camera e per oratorii (Болонья, 1668)
- Op.50; Varii e diversi Capricci per Camera e per Chiesa, Isabella Gonzaga gewidmet, (Болонья 1669)
- Op.51 Salmi di terza con le tre sequenze correnti dell' anno (Болонья, 1669)
- Op.55; «Sonate a due istromenti cioè violino é violone», (Болонья, 1670)
- Op.65; Il ottavo libro dei motetti a voce sola, (1678)

Духовная музыка:
- Requiem
- Vespro di Sant’Andrea
- Missa austriaca

Оперы и festi teatrali:
- I gridi di Cerere dramma eroi-comico Феррара 1652
- Il carnevale esigliato; scherzo drammatico Феррара 1652
- Ercole effeminato; dramma Бергамо 1654
- Le gare de' fiumi; Болонья 1658
- Le gare d’Amore e di Marte festa d’armi e di ballo; Болонья 1662